# Cavillatrix bukidnon
Cavillatrix bukidnon är en tvåvingeart som beskrevs av Hiroshi Shima 1996. Cavillatrix bukidnon ingår i släktet Cavillatrix och familjen parasitflugor.
Artens utbredningsområde är Filippinerna. Inga underarter finns listade i Catalogue of Life.